# لشکر ۱ پیاده (کره جنوبی)
لشکر ۱ پیاده کره جنوبی (کره‌ای: 제۱보병사단) لشکر پیاده‌نظام نیروی زمینی جمهوری کره است، که در سال ۱۹۴۷ تأسیس شد. ستاد فرماندهی و پادگان لشکر ۱ پیاده در شهر پاجو، استان گیونگ‌گی قرار دارد.
لشکر اول پیاده، اولین لشکر پیاده نظام ارتش جمهوری کره بود که قبل از جنگ کره تأسیس شد.
این لشکر شامل ۱۰ سرباز شجاعی است که در نبرد کوه سونگاکسان در سال ۱۹۴۸ جان خود را فدا کردند. در طول جنگ کره، لشکر اول پیاده هرگز در هیچ نبردی از ارتش کره شمالی شکست نخورد (اگرچه توسط کره شمالی مجبور به عقب‌نشینی شد)، از جمله در نبرد تابودونگ، نبرد پیونگ یانگ و نبرد بتی هیل. در ۱۹ اکتبر ۱۹۵۰، این لشکر به اولین واحد ارتش جمهوری کره تبدیل شد که با موفقیت پایتخت پیونگ یانگ را از دشمن بازپس گرفت و نشان «به پیش» را از رئیس جمهور سینگمان ری دریافت کرد و آن را به یک واحد پیش رو تبدیل کرد. بنابراین، این لشکر به جای سلام نظامی رایج‌تر «وفاداری» از سلام نظامی «به پیش» استفاده می‌کند.
در حال حاضر، لشکر اول پیاده نظام از مکان‌های کلیدی، از جمله ورودی مجتمع صنعتی کائسونگ، نمادی از همکاری اقتصادی بین دو کره، در غرب رودخانه ایمجین، ایستگاه دوراسان، رصدخانه دورا، روستای آزادی و منطقه امنیتی مشترک محافظت می‌کند. همچنین رئیس‌جمهور سابق چون دو-هوان زمانی در دوران نظامی خود فرماندهی این واحد را بر عهده داشته است. در سال ۱۹۷۸، در دوران تصدی دو-هوان به عنوان فرمانده لشکر، او تونل سوم را که توسط ارتش کره شمالی برای نفوذ حفر شده بود، کشف کرد.
در دسامبر ۲۰۲۰، این واحد از سطح هنگ به تیپ ارتقا یافت.